# Coupe du Japon de football 2014
Navigation
Édition précédente Édition suivante
La Coupe du Japon de football 2014 est la 94e édition de la Coupe du Japon, une compétition à élimination directe mettant aux prises des clubs de football amateurs et professionnels à travers le Japon. Elle est organisée par la Fédération du Japon de football (JFA). Le vainqueur de cette compétition se qualifie pour la Ligue des champions de l'AFC 2015, accompagné des trois meilleures équipes du championnat.

## Résultats

### Premier tour
| #  | Date            | Club                                    | Résultat | Club                        |
| -- | --------------- | --------------------------------------- | -------- | --------------------------- |
| 1  | 5 juillet 2014  | Université de Fukuoka                   | 2 - 1    | Université de Kōchi         |
| 2  | 5 juillet 2014  | FC Osaka                                | 0 - 5    | Zuegen Kanazawa             |
| 3  | 5 juillet 2014  | Lycée de la ville de Tokushima          | 1 - 7    | Kagoshima United FC         |
| 4  | 6 juillet 2014  | Blaublitz Akita                         | 7 - 1    | Saitama SC                  |
| 5  | 5 juillet 2014  | Université des sports Biwako Narumi     | 7 - 0    | Université de Gifu          |
| 6  | 26 juillet 2014 | Club Fields Nor Blitz Hokkaido          | 1 - 2    | Satellite tonan Maebashi    |
| 7  | 5 juillet 2014  | Viatin Kuwana                           | 2 - 1    | Université de Kyoto         |
| 8  | 5 juillet 2014  | Nara Club                               | 3 - 1    | Fukushima United FC         |
| 9  | 5 juillet 2014  | Arterivo Wakayama                       | 2 - 4    | Fujieda MYFC                |
| 10 | 5 juillet 2014  | Université de Tsukuba                   | 1 - 2    | Sony Sendai FC              |
| 11 | 6 juillet 2014  | Université de Saga                      | 0 - 1    | Université de Tokuyama      |
| 12 | 6 juillet 2014  | Dezzora Shimane                         | 0 - 5    | Verspa Oita                 |
| 13 | 6 juillet 2014  | Mitsubishi Heavy Industries Nagasaki SC | 1 - 2    | Honda Lock SC               |
| 14 | 5 juillet 2014  | Lycée de l'Université Yamanashi Gakuin  | 0 - 2    | Université Meiji            |
| 15 | 5 juillet 2014  | Tochigi Uva FC                          | 1 - 2    | Université du Kansai Gakuin |
| 16 | 6 juillet 2014  | Toyama Shinjo Club                      | 0 - 7    | Saulkos Fukui               |
| 17 | 6 juillet 2014  | FC Imabari                              | 1 - 2    | Faziano Okayama Next        |
| 18 | 6 juillet 2014  | AC Nagano Parceiro                      | 2 - 0    | JAPAN Soccer College        |
| 19 | 6 juillet 2014  | YSCC Yokohama                           | 3 - 1    | SRC Hiroshima               |
| 20 | 6 juillet 2014  | Van Lare Hachinohe                      | 1 - 0    | Montedio Yamagata Youth     |
| 21 | 6 juillet 2014  | Enseignant de la préfecture de Kumamoto | 0 - 2    | FC Ryūkyū                   |
| 22 | 6 juillet 2014  | Gruja Morioka                           | 0 - 1    | Urayasu SC                  |
| 23 | 6 juillet 2014  | Toyota Kicking Team                     | 4 - 1    | Jenshan Ueda                |
| 24 | 6 juillet 2014  | Guinale Tottori                         | 6 - 0    | Tadatsu FC                  |

### Deuxième tour
| #  | Date            | Club                       | Résultat          | Club                        |
| -- | --------------- | -------------------------- | ----------------- | --------------------------- |
| 25 | 12 juillet 2014 | Sanfrecce Hiroshima        | 5 - 2             | Université de Fukuoka       |
| 26 | 13 juillet 2014 | Mito HollyHock             | 2 - 0             | Avispa Fukuoka              |
| 27 | 12 juillet 2014 | Gamba Osaka                | 5 - 1             | Zuegen Kanazawa             |
| 28 | 12 juillet 2014 | Tokushima Vortis           | 1 - 0             | Kagoshima United FC         |
| 29 | 12 juillet 2014 | FC Tokyo                   | 8 - 0             | Blaublitz Akita             |
| 30 | 12 juillet 2014 | Yamamasa Matsumoto FC      | 1 - 0             | Kamatamare Sanuki           |
| 31 | 12 juillet 2014 | Shimizu S-Pulse            | 5 - 0             | Université de Biwako Narumi |
| 32 | 6 août 2014     | Hokkaido Consadole Sapporo | 5 - 0             | Satellite tonan Maebashi    |
| 33 | 12 juillet 2014 | Cerezo Osaka               | 4 - 2             | Viatin Kuwana               |
| 34 | 12 juillet 2014 | Yokohama FC                | 0 - 1             | Catale Toyama               |
| 35 | 12 juillet 2014 | Vegalta Sendai             | 1 - 2             | Nara Club                   |
| 36 | 12 juillet 2014 | Júbilo Iwata               | 2 - 0             | Fujieda MYFC                |
| 37 | 12 juillet 2014 | Kashima Antlers            | 1 - 1 (tab 1 - 2) | Sony Sendai FC              |
| 38 | 13 juillet 2014 | Roasso Kumamoto            | 0 - 1             | Montedio Yamagata           |
| 39 | 13 juillet 2014 | Sagan Tosu                 | 4 - 1             | Université de Tokuyama      |
| 40 | 13 juillet 2014 | Oita Trinita               | 2 - 1             | Verspa Oita                 |
| 41 | 12 juillet 2014 | Yokohama F. Marinos        | 3 - 0             | Honda Lock SC               |
| 42 | 13 juillet 2014 | Tokyo Verdy                | 1 - 2             | Gilavants Kitakyushu        |
| 43 | 12 juillet 2014 | Ventforet Kōfu             | 1 - 0             | Université Meiji            |
| 44 | 12 juillet 2014 | Vissel Kobe                | 1 - 2             | Université du Kansai Gakuin |
| 45 | 13 juillet 2014 | Albirex Niigata            | 8 - 1             | Saulkos Fukui               |
| 46 | 12 juillet 2014 | V. Farren Nagasaki         | 3 - 1             | FC Gifu                     |
| 47 | 12 juillet 2014 | Kashiwa Reysol             | 4 - 0             | Faziano Okayama Next        |
| 48 | 13 juillet 2014 | JEF United Ichihara Chiba  | 3 - 2             | AC Nagano Parceiro          |
| 49 | 12 juillet 2014 | Kawasaki Frontale          | 2 - 1             | YSCC Yokohama               |
| 50 | 13 juillet 2014 | Fagiano Okayama            | 1 - 2             | Ehime FC                    |
| 51 | 12 juillet 2014 | Omiya Ardija               | 3 - 1             | Van Lare Hachinohe          |
| 52 | 13 juillet 2014 | Shonan Bellmare            | 2 - 1             | FC Ryūkyū                   |
| 53 | 12 juillet 2014 | Urawa Red Diamonds         | 8 - 2             | Urayasu SC                  |
| 54 | 12 juillet 2014 | Tochigi SC                 | 0 - 0 (tab 0 - 3) | Thespakusatsu Gunma         |
| 55 | 12 juillet 2014 | Nagoya Grampus             | 12 - 0            | Toyota Kicking Team         |
| 56 | 13 juillet 2014 | Kyoto Sanga FC             | 3 - 1             | Guinale Tottori             |

### Troisième tour
| #  | Date         | Club                | Résultat            | Club                        |
| -- | ------------ | ------------------- | ------------------- | --------------------------- |
| 57 | 27 août 2014 | Sanfrecce Hiroshima | 1 - 0               | Mito HollyHock              |
| 58 | 20 août 2014 | Gamba Osaka         | 1 - 0               | Tokushima Vortis            |
| 59 | 20 août 2014 | FC Tokyo            | 2 - 0               | Yamamasa Matsumoto FC       |
| 60 | 20 août 2014 | Shimizu S-Pulse     | 2 - 1               | Hokkaido Consadole Sapporo  |
| 61 | 20 août 2014 | Cerezo Osaka        | 1 - 0               | Catale Toyama               |
| 62 | 20 août 2014 | Nara Club           | 0 - 5               | Júbilo Iwata                |
| 63 | 20 août 2014 | Sony Sendai FC      | 0 - 1               | Montedio Yamagata           |
| 64 | 20 août 2014 | Sagan Tosu          | 3 - 1               | Oita Trinita                |
| 65 | 20 août 2014 | Yokohama F. Marinos | 2 - 3               | Gilavants Kitakyushu        |
| 66 | 20 août 2014 | Ventforet Kōfu      | 2 - 1               | Université du Kansai Gakuin |
| 67 | 20 août 2014 | Albirex Niigata     | 1 - 2               | V. Farren Nagasaki          |
| 68 | 20 août 2014 | Kashiwa Reysol      | 1 - 1 (tab 11 - 12) | JEF United Ichihara Chiba   |
| 69 | 20 août 2014 | Kawasaki Frontale   | 0 - 1               | Ehime FC                    |
| 70 | 20 août 2014 | Omiya Ardija        | 2 - 1               | Shonan Bellmare             |
| 71 | 20 août 2014 | Urawa Red Diamonds  | 1 - 2               | Thespakusatsu Gunma         |
| 72 | 20 août 2014 | Nagoya Grampus      | 4 - 0               | Kyoto Sanga FC              |

### Quatrième tour
| #  | Date              | Club                 | Résultat          | Club                      |
| -- | ----------------- | -------------------- | ----------------- | ------------------------- |
| 73 | 10 septembre 2014 | Sanfrecce Hiroshima  | 1 - 3             | Gamba Osaka               |
| 74 | 7 septembre 2014  | FC Tokyo             | 1 - 2             | Shimizu S-Pulse           |
| 75 | 10 septembre 2014 | Cerezo Osaka         | 2 - 0             | Júbilo Iwata              |
| 76 | 10 septembre 2014 | Montedio Yamagata    | 1 - 0             | Sagan Tosu                |
| 77 | 10 septembre 2014 | Gilavants Kitakyushu | 0 - 0 (tab 4 - 3) | Ventforet Kōfu            |
| 78 | 10 septembre 2014 | V. Farren Nagasaki   | 1 - 2             | JEF United Ichihara Chiba |
| 79 | 10 septembre 2014 | Ehime FC             | 1 - 2             | Omiya Ardija              |
| 80 | 10 septembre 2014 | Thespakusatsu Gunma  | 0 - 1             | Nagoya Grampus            |

### Quarts de finale
| #  | Date            | Club              | Résultat          | Club                      |
| -- | --------------- | ----------------- | ----------------- | ------------------------- |
| 81 | 15 octobre 2014 | Gamba Osaka       | 2 - 0             | Omiya Ardija              |
| 82 | 11 octobre 2014 | Nagoya Grampus    | 2 - 2 (tab 3 - 5) | Shimizu S-Pulse           |
| 83 | 15 octobre 2014 | Cerezo Osaka      | 0 - 1             | JEF United Ichihara Chiba |
| 84 | 15 octobre 2014 | Montedio Yamagata | 1 - 0             | Gilavants Kitakyushu      |

### Demi-finales
| #  | Date             | Club                      | Résultat | Club              |
| -- | ---------------- | ------------------------- | -------- | ----------------- |
| 85 | 26 novembre 2014 | Gamba Osaka               | 5 - 2    | Shimizu S-Pulse   |
| 86 | 26 novembre 2014 | JEF United Ichihara Chiba | 2 - 3    | Montedio Yamagata |

### Finale
| #  | Date             | Club        | Résultat | Club              | Stade        |
| -- | ---------------- | ----------- | -------- | ----------------- | ------------ |
| 87 | 13 décembre 2014 | Gamba Osaka | 3 - 1    | Montedio Yamagata | Stade Nissan |

| 13 décembre 2014 | Gamba Osaka                       | 3 - 1   | Montedio Yamagata | Stade Nissan, Yokohama                      |                                             |
| 14:04            | Takashi Usami 4e 85e · Patric 22e | (2 - 0) | 62e Frank Romero  | Spectateurs : 47 829 Arbitrage : Ryuji Sato | Spectateurs : 47 829 Arbitrage : Ryuji Sato |